# Muhammad Bāqir al-Madschlisī

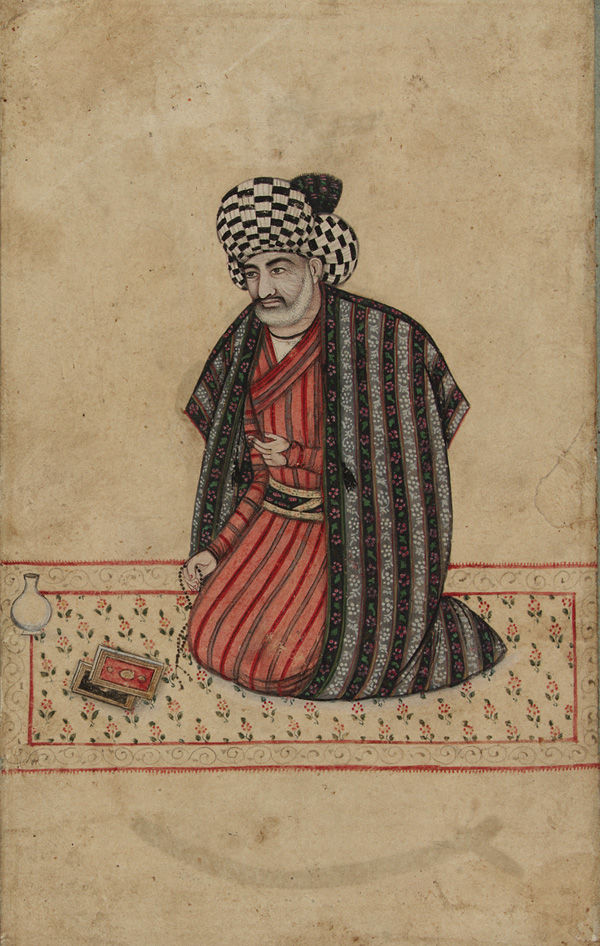
Muhammad Baqir Madschlisi

Muhammad Bāqir al-Madschlisī (arabisch محمدباقر المجلسی, DMG Muḥammad Bāqir al-Maǧlisī, modernes Persisch محمدباقر مجلسی Mohammad Bāgher Madschlesī, DMG Moḥammad-Bāqer Maǧlesī; geb. 1616 in Isfahan; gest. 1698 ebenda) war ein bekannter schiitischer Gelehrter während der Safawiden-Ära. Im Jahre 1678 ernannte ihn der Safawiden-König Sultan Hosein zum Scheichülislam (oberste religiöse Autorität im Islam) im persischen Reich. Seitdem trägt er den Ehrentitel "Allamah", mit dem nur Gelehrte betitelt werden, die zu den meistwissenden ihres Faches gehören.
Er schrieb mehr als 100 Bücher, sowohl auf Arabisch als auch Persisch, und wurde als „einer der mächtigsten und einflussreichsten schiitischen Gelehrten aller Zeiten“ angesehen. Als sein Lebenswerk gilt Bihār al-Anwār, eine Sammlung von mehr als 100.000 Überlieferungen des Propheten Mohammed und dessen Ahl al-bait.
Begraben ist er in der Freitagsmoschee von Isfahan.